# Svein Munkejord
Svein Magnus Munkejord (født 26. september 1948 i Kopervik) er en norsk socialøkonom med eksamen fra Universitetet i Oslo i 1975. Han har arbejdet med fiskerispørgsmål som personlig sekretær for fiskeriminister Thor Listau fra 1981 til 1983, som fiskeriråd ved ambassaden i Bruxelles 1983 til 1984, som statssekretær i det norske Fiskeriministerium fra 1984 til 1985 og som fiskerichef og regionaldirektør for Rogaland i det norske Fiskeridirektorat fra 1985 til 2004.
Fra 16. oktober 1989 til 3. november 1990 var han fiskeriminister i Regeringen Jan P. Syse for Høyre.